# Guilherme Pompeu de Almeida
Guilherme Pompeu de Almeida era filho de Pedro Taques e Ana de Proença, irmão de Pedro Taques de Almeida, assassinado por Fernando de Camargo o Tigre.
A seu respeito escreveu o genealogista Pedro Taques na sua «Nobiliarquia Paulistana»: "viveu abastado no território de São Paulo, sendo um dos primeiros cavalheiros que na própria pátria desfrutava o maior respeito. Mudando de domicílio, retirou-se para a Vila de Parnaíba, atual Santana de Parnaíba, no Estado de São Paulo. Esta mesma prudente resolução seguiram outros parentes.
Foi muito zeloso do bem comum e das utilidades do serviço do monarca; e tanto que as Majestades D. João IV, D. Afonso VI e o príncipe regente D. Pedro o honraram com cartas firmadas pelo real punho, não só quando vieram enviados a São Paulo os administradores das minas D. Rodrigo de Castelo Branco e Jorge Soares de Macedo em 1680, mas quando em 1677 veio o governador D. Manuel Lobo; e é digna de memória a que recebeu em 1682, recomendando-lhe desse ajuda e favor a frei Pedro de Sousa, que vinha a examinar as pedras de prata da serra de Biraçoyaba no território da vila de Sorocaba.
Seguem as palavras de «Nobiliarquia Paulistana»: «Foi capitão-mor da vila de Parnaíba pelo príncipe regente D. Pedro; viveu abundante de cabedais com grande tratamento e opulência em sua casa. A copa de prata que possuía excedia de 40 arrobas, porque os antigos paulistas costumavam penetrar os vastíssimos sertões do rio Paraguai e, atravessando suas serras, conquistando os bárbaros índios seus habitantes, chegavam ao reino do Peru e às minas do Potosi, e se aproveitavam da riqueza de suas minas de prata, de que enobreceram suas casas com copa de muitas arrobas, de cuja grandeza ao presente tempo nada existe pela ambição de mineradores e governadores que, no decurso de 63 anos, atraíram a si essa grandeza, porque nenhum se recolheu para o reino que não levasse boas arrobas. Fundou no território da vila de Parnaíba a Capela de Nossa Senhora da Conceição, no morro do Vuturuna, e a dotou com liberal mão, constituindo-lhe um copioso patrimônio em dinheiro amoedado, escravos oficiais de vários ofícios, e todos com rendas para o exercício de suas ocupações.  Adornou a capela com retábulo de talha toda dourada e lhe deu ornamentos ricos para as festividades e outros de menos custo para semanário com castiçais de prata. De tudo foi lavrada escritura em Parnaíba em 1687, determinando que na sua descendência se conservasse a administração da dita capela, sendo primeiro administrador o reverendíssimo doutor padre Guilherme Pompeu de Almeida, seu filho § 1.º adiante e, por morte deste, Antonio de Godói Moreira, seu genro, a quem sucederia sua descendência. Instituiu por sua alma duas missas cada mês pelo patrimônio da dita capela, de que dariam conta os administradores dela".
Ainda existe esta capela, sujeita presentemente à matriz da Vila de Parnaíba, atual município de Santana de Parnaíba, em perfeito estado de conservação, nas fraldas do morro doVuturuna, no lado oposto à capela de Pirapora do Bom Jesus.
Casou-se em São Paulo em 1639 com Maria de Lima, filha de João Pedroso de Moraes e de Maria de Lima e está sepultado na capela-mor da matriz de Santana de Parnaíba.
Deixou três filhos: o padre Dr.  Guilherme Pompeu , financiador de bandeirantes, D. Maria de Lima e Almeida e D. Ana de Lima e Morais.  Maria de Lima e Almeida, falecida em 1711 em São Paulo, casou em 1667 em Paranaguá com Antonio Bicudo de Brito, filho de João Bicudo de Brito e de Ana de Alvarenga e pela segunda vez em 1687 em Santana de Parnaíba com o capitão-mor Pedro Dias Pais, filho do governador e bandeirante Fernão Dias e de Maria Betim; casou ainda com Tomé Monteiro de Faria, natural da Bahia. Não deixou geração. Já sua filha Ana de Lima e Morais casou em 1667 com Antônio de Godói Moreira, filho de João de Godói Moreira e de Eufêmia da Costa, já viúvo de Ana de Lima e de Sebastiana Leite Furquim.